# 謙陵

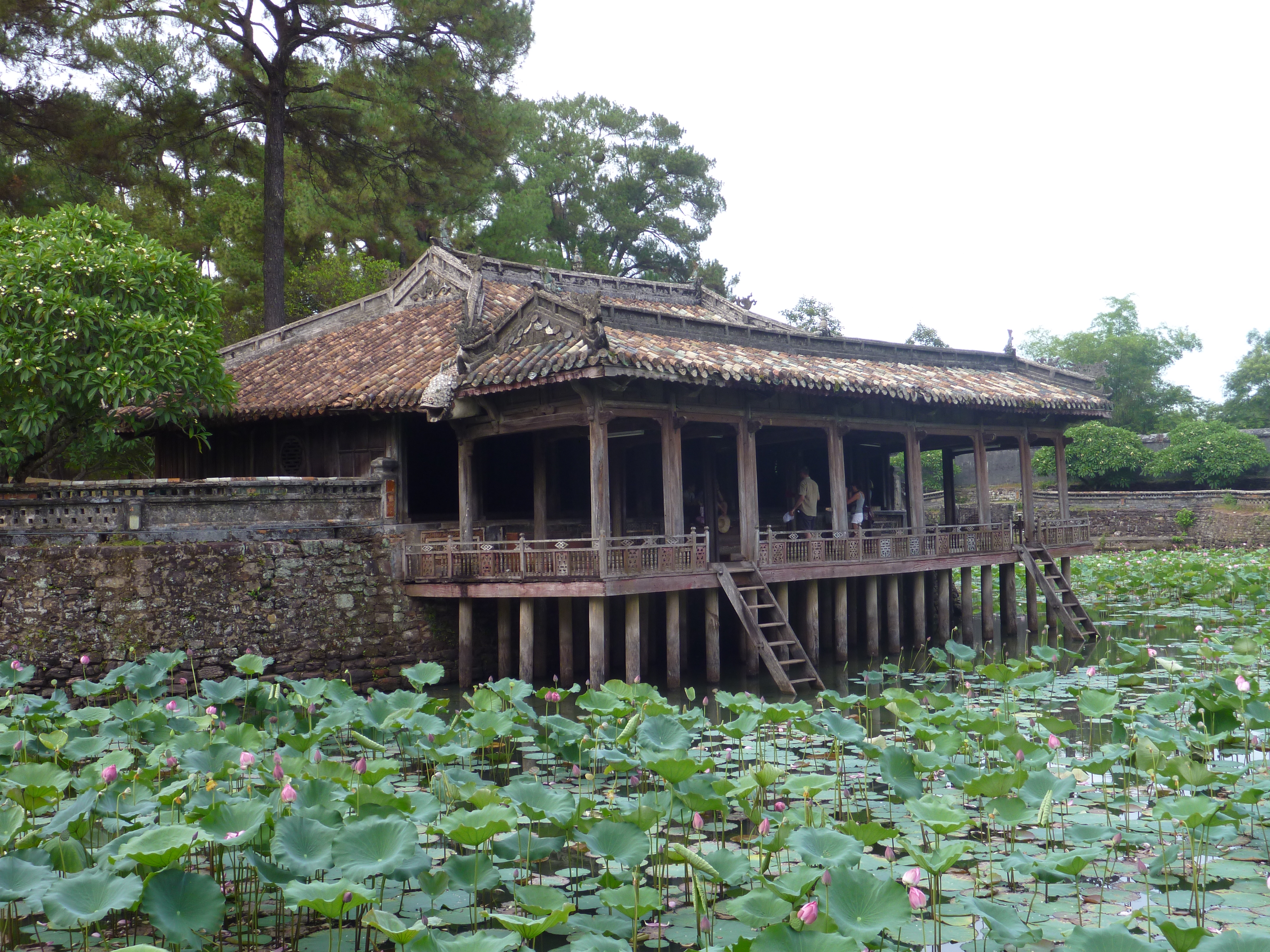
謙陵

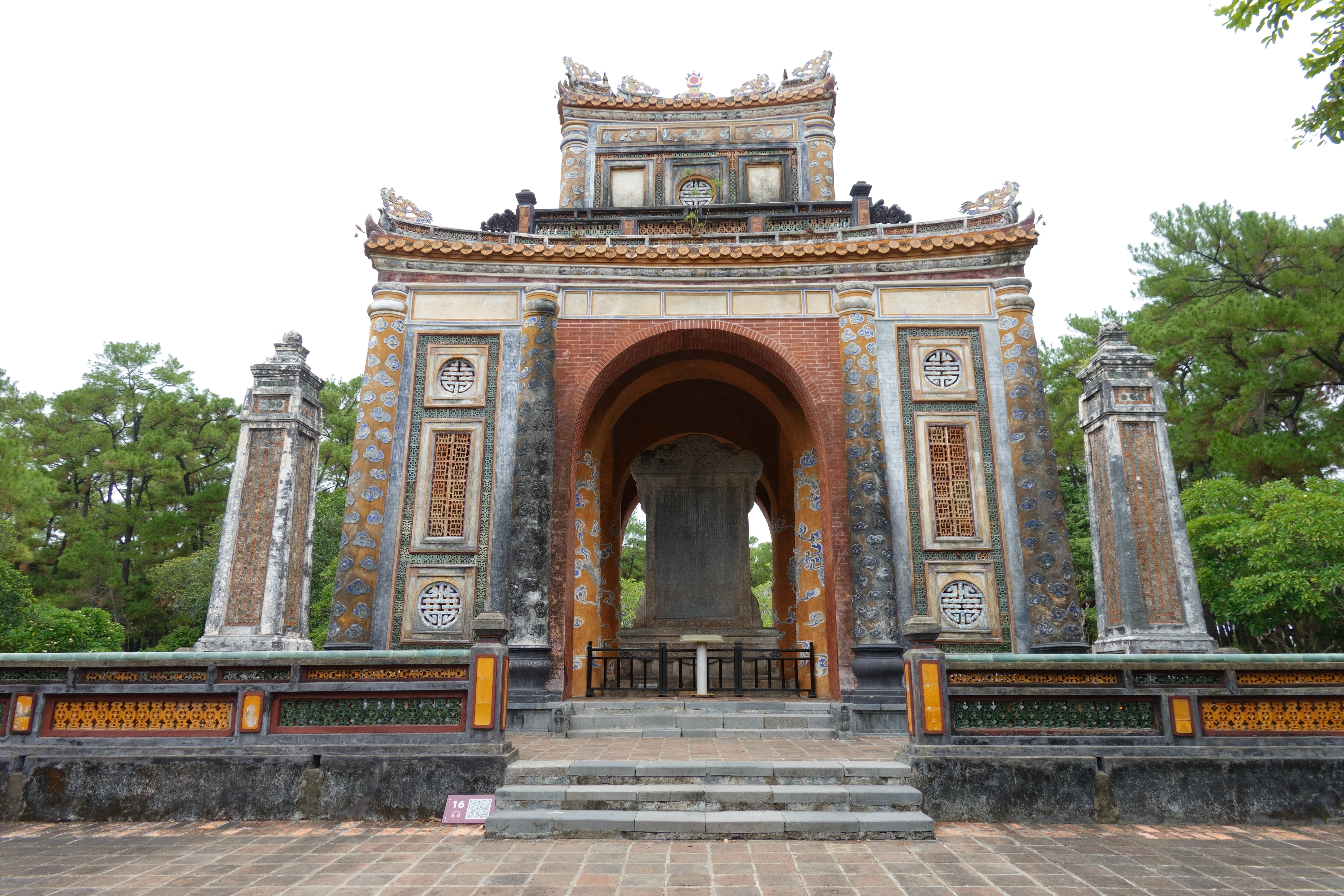
圣德神功碑

謙陵（越南语：／），俗稱嗣德陵（越南语：／），是越南阮朝第四代皇帝嗣德帝的陵墓。位於順化市水春坊上坡村。謙陵也是阮朝諸皇陵中風景最為優美、建造最為奢華的一個。
謙陵原名萬年基（越南语：／），本是嗣德帝的一座行宮。嗣德帝於1846年選中了水春社上坡村附近為行宮的地址，並徵調了大量年輕民夫開始建造。1866年，民夫由於勞累過度而引起了暴動，段有徵、段有愛、段司直、張仲和、范梁等人煽動士卒造反，擁立丁導（原名阮福膺福）為主。不久，嗣德帝鎮壓了這場叛亂。
丁導之亂之後，嗣德帝將萬年基改名為謙宮（越南语：／），直到1873年方才建造完工。1883年嗣德帝死後，將謙宮改為謙陵，作為嗣德帝的陵寢。

## 特色
和昌陵相似，皆是分為左右兩部分的寢域和陵域，陵、寢前有各自的屏風與出入口（自謙門、尚謙門），前有流謙湖，並有園林包圍。因曾被嗣德帝作為生前離宮使用，因此除了陵寢外，還有溫謙堂（保管衣物之處）、鳴謙堂（戲院）等等生活娛樂的建築，並有皇帝的居住空間（良謙殿）、執行職務的空間（和謙殿）及嬪妃的居住空間。嗣德帝死後，良謙殿變為祭祀嗣德帝之母的場所，和謙殿則祭祀皇帝和皇后的牌位。